# The Guardian Weekly
The Guardian Weekly é uma revista internacional de notícias em inglês com sede em Londres, Inglaterra. É uma das publicações de notícias internacionais mais antigas do mundo e tem leitores em mais de 170 países. O conteúdo editorial é extraído de suas publicações irmãs, o jornal diário britânico The Guardian e o jornal dominical The Observer, e todos os três são publicados e de propriedade do Guardian Media Group.
O Guardian Weekly é atualmente editado por Graham Snowdon, enquanto Will Dean está em um destacamento de longo prazo para a revista de sábado do Guardian.

## História

### Primeiros anos
A primeira edição do Manchester Guardian Weekly foi impressa em 4 de julho de 1919, semana após a assinatura do Tratado de Versalhes. O Manchester Guardian se via como uma voz liberal líder e queria estender seu alcance, particularmente nos Estados Unidos, no clima político em mudança após a Primeira Guerra Mundial. O Weekly tinha o objetivo declarado de "apresentar o que há de melhor e mais interessante no Manchester Guardian, o que é mais distinto e independente do tempo, em uma forma semanal compacta". A recepção inicial foi boa. Em pouco tempo, o Manchester Guardian poderia se gabar de que "dificilmente há um canto do mundo civilizado em que não esteja sendo postado regularmente", embora seja importante notar que o jornal foi proibido na Alemanha por Hitler por um tempo.

### Evolução e editoria 1969-2007
Durante grande parte de sua vida inicial, o jornal foi um formato de meio broadsheet. Inicialmente, a noção de 'o melhor do Guardian' significava um artigo de opinião de peso para a primeira página. Ele evoluiu, sob a direção de John Perkin, em 1969, para incluir o uso de imagens na primeira página.
Em 1971, a edição em inglês do jornal diário francês Le Monde fechou e o Weekly assumiu sua lista de 12 000 assinaturas, bem como quatro páginas de cópia do Le Monde. Um acordo de conteúdo foi feito com o The Washington Post em 1975. Páginas dedicadas de ambas as publicações aumentaram os artigos do Guardian até que um redesenho em 1993, sob o novo editor Patrick Ensor, levou seus artigos a aparecerem no Weekly. No mesmo ano, o conteúdo do The Observer começou a aparecer depois que o título de domingo do Reino Unido foi comprado pelo Guardian Media Group.
Nessa época, o Weekly mudou-se de Cheadle, para o sul de Manchester, para se juntar ao resto do Guardian em Londres. Essa mudança proporcionou ao Weekly melhor acesso a editores, redatores líderes e recursos de notícias. Em 1991, os avanços tecnológicos permitiram a primeira transmissão por modem de páginas para um site impresso australiano. Sob a direção de Ensor, o jornal começou a ser produzido usando o programa de editoração eletrônica Quark XPress. Tornou-se uma publicação do tamanho de um tablóide; então, em 2005, quando o jornal diário Guardian se converteu de um broadsheet para o formato menor de Berlim, o Guardian Weekly encolheu para um meio-berlinense enquanto aumentava a paginação para suas agora padrão 48 páginas. A impressão colorida também foi introduzida. No final da editoria de Ensor, reduzida por sua morte por câncer em 2007, avanços na tecnologia significaram que mesmo os leitores da Weekly nos locais mais remotos puderam acessar a internet.

### Desde 2007
A nomeação da australiana Natalie Bennett como sucessora de Ensor coincidiu com a mudança do Guardian para uma estratégia de publicação digital. As notícias de última hora agora eram lançadas no site de rápido crescimento do Guardian, em vez de retidas para cumprir os prazos de impressão. Em 2007, uma edição digital do Guardian Weekly foi criada, um blog do editor foi adicionado e uma presença nos sites de mídia social Facebook e Twitter veio logo depois. O Guardian Weekly pode ser encontrado online em theguardian.com/weekly, onde também estão disponíveis informações sobre assinaturas. Durante sua editoria, Bennett enfatizou a necessidade de a agenda do Semanário ser verdadeiramente global e aumentou sua cobertura de questões ambientais e do mundo em desenvolvimento. Sua paixão pela política ambiental levou à sua saída do jornal em 2012. Ela se tornaria a líder do Partido Verde da Inglaterra e País de Gales até 2016.
A evolução do The Guardian Weekly continuou sob o comando de Abby Deveney, de jornais e web com mais de três décadas de experiência internacional vivendo e trabalhando na América do Norte, Ásia e Europa. Sob o comando do canadense Deveney, o Weekly abraçou o jornalismo de formato longo, com maior ênfase na escrita perspicaz, análise profunda e recursos animados que mostram uma visão de mundo completa. Reportagens de temas e tendências globais agora aparecem na primeira página, enquanto a última página é um palco para os influentes escritores de opinião do Guardian. Sua experiência global garante que o Semanário nunca venha de uma perspectiva geográfica. Esse objetivo foi auxiliado pelo lançamento em 2011 de um site do Guardian nos EUA, editado na cidade de Nova York, seguido dois anos depois por um site do Guardian Australia com sede em Sydney, que aumentou muito as oportunidades de cobertura do Weekly nesses territórios-chave. Deveney deixou a editoria em 2017 e acabou sendo substituído por Will Dean em abril de 2018.
O Guardian Weekly foi redesenhado em outubro de 2018 como uma revista brilhante. Foi anunciado que a circulação da revista aumentaria e três edições diferentes seriam publicadas: internacional, norte-americana e australiana.

## Formato
O título é impresso em sites no Reino Unido, Polônia, Austrália, Nova Zelândia e Estados Unidos em um formato de revista de notícias colorida. A publicação padrão tem 64 páginas desde sua mudança de formato (de um jornal) em 12 de outubro de 2018.

## Leitores em todo o mundo
Grã-Bretanha, Austrália, Estados Unidos e Canadá são os principais mercados do Guardian Weekly, seguidos pela Nova Zelândia, França e Alemanha. Com seguidores em mais de 170 países o público do Weekly está espalhado pelo mundo.
Pesquisas revelam que cerca de 60% dos assinantes aceitaram o jornal por mais de uma década. Os leitores tendem a um grupo demográfico bem educado. O leitor típico tem mais de 45 anos, educação pelo menos em nível de graduação e trabalha ou se aposenta da educação, com uma divisão de 59-41 homens e mulheres.
Os leitores dizem que as razões típicas para se inscrever incluem: o hábito familiar de levar o Manchester Guardian; um período de trabalho no exterior em desenvolvimento ou ensino; e aposentadoria ou emigração (geralmente para Austrália, Nova Zelândia ou América do Norte). Outros frequentemente relatam que seu caminho para a iniciação na família Guardian Weekly veio por meio de uma cópia repassada a eles em um local de trabalho ou durante um destacamento.

### Leitores notáveis
Os leitores do jornal incluem muitos estadistas mundiais, incluindo Nelson Mandela, que assinou durante seu tempo na prisão e descreveu o jornal como sua "janela para o mundo mais amplo". George W. Bush foi supostamente o primeiro presidente dos Estados Unidos desde Jimmy Carter a não assinar o Guardian Weekly, quebrando a tradição com Ronald Reagan, George H. W. Bush e Bill Clinton.